# 757-es busz (2016–2019)
A 757-es számú regionális autóbusz Budakeszi és Budaörs között közlekedett. A vonalat a Volánbusz üzemeltette.

## Útvonala
| Budakeszi, Honfoglalás sétány felé | Budaörs, Lakótelep felé |
| --- | --- |
| Budaörs, Lakótelep vá. – Szivárvány utca – Szabadság út – – Gyár utca – 8102 – Budakeszi, Bianka utca – Szürkebarát utca – Szőlőskert utca – Budaörsi út – Fő utca – Temető utca – Márity László utca – Budakeszi, Honfoglalás sétány vá. | Budakeszi, Honfoglalás sétány vá. – Márity László utca – Honfoglalás sétány, forduló – Márity László utca – Temető utca – Fő utca – Budaörsi út – Szőlőskert utca – Szürkebarát utca – Bianka utca – 8102 – Budaörs, Gyár utca – – 8102 – Szabadság út – Szivárvány utca – Budaörs, Lakótelep vá. |

## Megállóhelyei
Az átszállási kapcsolatok között a 758-as busz nincsen feltüntetve.
| 0                                      | Budaörs, Lakótelep végállomás            | 27 | 40, 40B, 40E, 140, 140A, 140B, 142, 240, 287, 288, 289 755 |
| 1                                      | Budaörs, Lévai utca                      | 26 | 40B, 40E, 188E 755                                         |
| 3                                      | Budaörs, Gimnázium                       | 24 | 40, 40E, 88, 140, 140A, 142, 188E, 240, 287 755, 756, 767  |
| 4                                      | Budaörs, Alcsiki dűlő                    | 23 | 88, 188E, 289                                              |
| 5                                      | Budaörs, Lejtő utca                      | 22 | 88, 188E                                                   |
| 6                                      | Budaörs, Ibolya utca                     | 21 | 88, 188E, 288                                              |
| 7                                      | Budaörs, Csiki csárda                    | 20 | 88, 188E, 288                                              |
| 8                                      | Budaörs, Csiki tanya                     | 19 | 88, 188E                                                   |
| 9                                      | Budaörs, Gyár utca                       | 18 | 88, 188E 756                                               |
| 10                                     | Budaörs, Raktárbázis                     | 17 |                                                            |
| 12                                     | Budaörs, Ipari Park IV. sz. kapu         | 15 |                                                            |
| Budaörs–Budakeszi közigazgatási határa |                                          |    |                                                            |
| 15                                     | Farkashegyi repülőtér                    | 12 |                                                            |
| 17                                     | Budakeszi, Tesco-Parkcenter              | 10 | 22                                                         |
| 18                                     | Budakeszi, Szőlőskert utca               | 9  | 22                                                         |
| 20                                     | Budakeszi, Lakótelep                     | 7  | 22                                                         |
| 21                                     | Budakeszi, Dózsa György tér              | 6  | 22, 22A 781, 782, 783, 784, 785, 786, 787, 788, 789, 791   |
| 23                                     | Budakeszi, Városháza                     | 4  | 22, 22A 781, 782, 783, 784, 785, 786, 787, 788, 789, 791   |
| 25                                     | Budakeszi, Gimnázium                     | 2  | 222 793, 794, 795                                          |
| 26                                     | Budakeszi, Zichy Péter utca              | 1  | 222                                                        |
| 27                                     | Budakeszi, Honfoglalás sétány végállomás | 0  | 222                                                        |